# ماجراهای یوگی خرسه

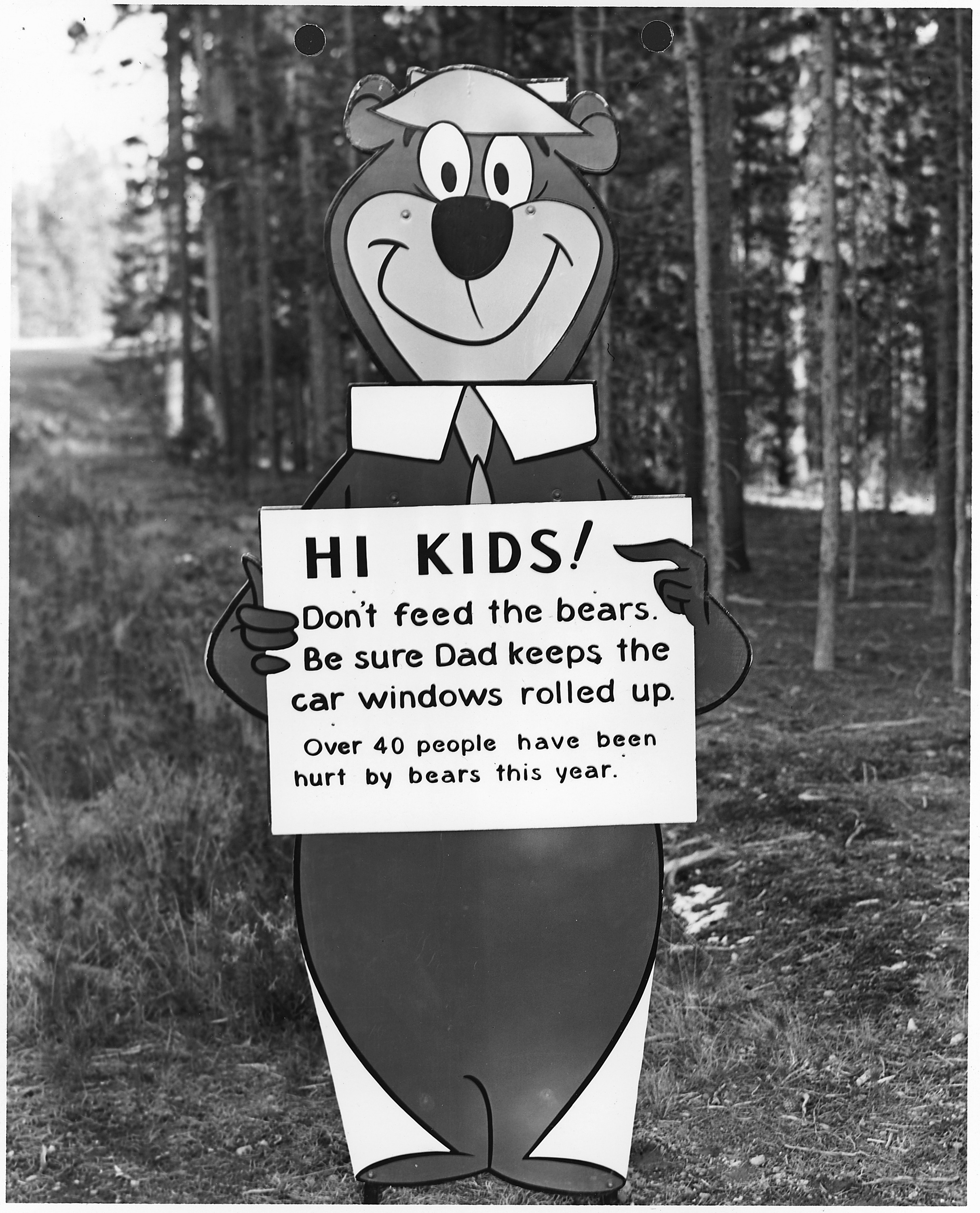
بنر آموزشی با المان یوگی خرسه

ماجراهای یوگی خرسه (انگلیسی: The Yogi Bear Show) یک مجموعهٔ تلویزیونیِ کارتونیِ آمریکایی است که در سال ۱۹۶۱ میلادی منتشر شد.
داستان این مجموعه دربارهٔ بدبیاری‌ها گرفتاری‌های خرسی به نام یوگی است که کارش کش‌رفتنِ خوراکی‌ها از سبد پیک‌نیکِ مردم در پارکی به نام «جلی‌اِستون» است.
این مجموعه دو شخصیت و زیرمجموعهٔ فرعی به نام‌های اسنگلپوس و یاکی دودل هم داشت.